# Panisopelma spinosum
Panisopelma spinosum är en insektsart som beskrevs av Burckhardt 1987. Panisopelma spinosum ingår i släktet Panisopelma och familjen rundbladloppor. Inga underarter finns listade i Catalogue of Life.